# Élection présidentielle comorienne de 1984
L’élection présidentielle comorienne de 1984 se tient le 30 septembre 1984 pour élire le président de la République fédérale islamique des Comores. L'élection est un plébiscite du président sortant, Ahmed Abdallah, seul candidat du parti unique de l'Union comorienne pour le progrès. Il est élu président de la République avec 99,4 % des voix.